# Gymnochthebius rhombus
Gymnochthebius rhombus är en skalbaggsart som beskrevs av Perkins 2005. Gymnochthebius rhombus ingår i släktet Gymnochthebius och familjen vattenbrynsbaggar. Inga underarter finns listade i Catalogue of Life.